# Гіпштедт
Гіпштедт (нім. Hipstedt) — громада в Німеччині, розташована в землі Нижня Саксонія. Входить до складу району Ротенбург-на-Вюмме. Складова частина об'єднання громад Гестеквелле.
Площа — 29,38 км2. Населення становить 1230 ос. (станом на 31 грудня 2021).